# Dorothy Taubman
Dorothy Taubman (* 16. August 1917; † 3. April 2013) war eine amerikanische Musikpädagogin und Gründerin des Taubman Instituts von New York.

## Leben und Wirken
Sie entwickelte die nach ihr benannte „Taubman Methode“ (Taubman approach) für Klavierspiel. Ihre Herangehensweise basiert auf der Analyse der Bewegungen, die für einen virtuosen und musikalischen Ausdruck benötigt werden. Ihr Ansehen erhielt sie erst aufgrund der hohen Heilungsrate bei der Behandlung von Verletzungen, die durch Klavierspielen zustande kamen. Die Methode rief Kontroversen hervor, weil durch sie manche Grundsätze traditionellen Klavierunterrichts bezüglich ihrer physiologischen Begründung in Frage gestellt wurde.